# 青山和夫
青山和夫（1907年12月28日—1997年4月25日），本名黒田善次，是一位日本共产主义者、无政府主义者和政治活动家 。他曾在重庆國民政府国际宣传处担任对日工作顾问，并依据第三国际的指示从事对日工作活动。

## 生平
青山和夫曾在明治大学就讀，但后来退学。在担任银行职员期间，他以日本共產黨的身份秘密在越南工作。1934年被捕，1935年被判处两年徒刑，缓刑四年，但在签署同意转向的聲明后被释放。后青山和夫移居上海，中国抗日战争爆发后，受國民政府邀请，青山和夫担任国际问题研究所顾问，从事敌情和反戰運動项目研究。
他与朝鮮民族前衛同盟聯絡，了解在武汉的朝鲜人的情况，並于1938年组建并加入朝鮮義勇隊。後來他又与鹿地亘爭奪在华日人反战同盟的领导权。
1943年，他试图劝说拒绝向国民政府投降的戰俘山田信治（1940年8月7日被俘），但遭到拒绝 。
战后，青山和夫从重庆返回日本，並在1946年4月3日的《朝日新聞》發表文章，他提到尾崎秀实曾预告「日美战争即将爆发」，并称就是尾崎秀实的預告，使得盟军做好了各项准备。尾崎秀实把日美即將開戰的消息告訴苏联和中国，而青山和夫则向英国和美国确认“是否做好战争准备”，两国對此表示“没问题”。